# Ахатов, Нуржан Сабитович
Нуржан Сабитович Ахатов (каз. Нұржан Сәбитұлы Ахатов; 1 января 1978, Шиелийский район, Кзыл-Ординская область, Казахская ССР) — казахстанский государственный деятель.

## Биография
Ахатов Нуржан Сабитович родился 1 января 1978 года в Шиелийском районе Кызылординской области. По национальности казах.

### Образование
В 1999 году окончил Кызылординский государственный университет им.Коркыт ата по специальности «Экономист-бухгалтер».
В 2006 году окончил Казахский гуманитарно-юридический университет по специальности «Юриспруденция».

### Трудовая деятельность
Трудовую деятельность начал в 2000 году в должности специалиста-снабженца вычислительного центра по статистике Кызылординской области.
В 2001- 2008 годах - главный специалист отдела организационной и кадровой работы аппарата акима Шиелийского района, советник акима района, заведующий отделом экономики и бюджетного планирования района, заместитель акима района, начальник районного отдела предпринимательства;
В 2008 - 2009 годах - главный инспектор организационно-инспекторского отдела аппарата акима области, заместитель начальника областного государственного управления предпринимательства;
В 2009 - 2015 годах – руководитель отдела экономики и бюджетного планирование Шиелийского района, руководитель аппарата акима Шиелийского района, руководитель аппарата акима города Кызылорда, заместитель акима города Кызылорда;
В 2015 - 2017 годах - первый заместитель Председателя Правления акционерного общества «Социально-предпринимательская корпорация «Байконур»;
В 2017 - 2021 годах - директор товарищества с ограниченной ответственностью «Автобусный парк «Кызылорда»,
В 2021 - 2022 годах - руководитель аппарата акима Сырдарьинского района.
В 2022 году назначен председателем Правления акционерного общества «Социально-предпринимательская корпорация «Байконур».
15 июля 2022 года избран акимом Шиелийского района Кызылординской области. 5 ноября 2023 переизбран.
С 2 августа 2024 года аким города Кызылорда.

## Общественная деятельность
Избран депутатом городского маслихата.